# Кампорђано
Кампорђано (итал. Camporgiano) је насеље у Италији у округу Лука, региону Тоскана.
Према процени из 2011. у насељу је живело 545 становника. Насеље се налази на надморској висини од 480 м.

## Становништво
| 1936. | 1951. | 1961. | 1971. | 1981. | 1991. | 2001. | 2011. |
| ----- | ----- | ----- | ----- | ----- | ----- | ----- | ----- |
| 3.250 | 3.300 | 3.023 | 2.758 | 2.637 | 2.463 | 2.394 | 2.285 |